# Константинов, Александр Сергеевич
Александр Сергеевич Константинов (7 июня 1937—2008) — петербургский архитектор, автор проектов оформления ряда станций Петербургского метрополитена, Заслуженный архитектор России.
Окончил Факультет архитектуры Института живописи, скульптуры и архитектуры имени Е. И. Репина (мастерская профессоров И. И. Фомина и С. Б. Сперанского).
C 1969 по 1986 год работал в мастерской № 5 «ЛенНИИпроекта» под руководством заслуженного архитектора РСФСР Д. С. Гольдгора.

## Проекты

### Вестибюли и павильоны
- «Достоевская» (1991)
- «Спортивная» (1997)
- «Чкаловская» (1997)
- «Комендантский проспект» (2005)

### Подземные залы
- «Спортивная» (1997)
- «Чкаловская» (1997)
- «Комендантский проспект» (2005)
- «Волковская» (2008)
- «Адмиралтейская» (2011)

## Сочинения
- Константинов А. С. К 60-летию «Ленметропроекта» // Архитектура, Строительство, Дизайн. — 2007. — № 6 (47).